# Amanda Holden
Amanda Louise Holden (Bishop's Waltham, 16 februari 1971) is een Engelse actrice en presentatrice.

## Levensloop
In 1991 verscheen Holden voor het eerst op de televisie, toen ze als kandidaat meedeed aan het Britse televisieprogramma Blind Date. Ze is het bekendst van haar rol als jurylid in het televisieprogramma Britain's Got Talent, die ze sinds 2007 vervult. Holden was in 2009 gastpresentator van het programma The Early Show. Sinds deze show is ze de vaste Britse correspondent.
Holden was van 1995 tot 2003 getrouwd met de Engelse presentator Les Dennis. Ze heeft twee dochters met Chris Hughes, met wie ze sinds 10 december 2008 getrouwd is.

## Filmografie
- Blind Date (1991, als kandidaat)
- In Suspicious (1993) - als Alice Meadows
- EastEnders - Carmen (1994)
- Intimate Relations (1996)
- We know where you live (1997)
- The Bill (1997) - als Julia
- Thief Takers (1997) - als Camilla Barker
- Goodness Gracious Me (1998)
- Jonathan Creek (1998)
- Hale and Pace (1998) - als Girl 2
- Kiss Me Kate (1998-2001) - als Mel
- Don't Go Breaking My Heart (1998)
- Smack The Pony (1999)
- Virtual Sexuality (1999)
- The nearly complete and utter history of everything (1999) - als Geordie's vriendin
- The Grimleys (1999-2001) - als Geraldine Titley
- Hearts and Bones (2000)
- The hunt (2001) - als Sarah Campbell
- Happy Birthday Shakespeare (2000) - als Alice
- Now You See Her (2001)
- Celeb (2002)
- Top of the pop 2 (2002-2003) - als zichzelf
- Greasemania (2003) - als presentatrice
- Ready When You Are, Mr McGill (2003)
- Eternal Rectangle (2003)
- 4.50 from Paddington (2004)
- Mad About Alice (2004)
- Wild at Heart (2006-2008)
- Britain's Got Talent (2007-heden)
- Big Top (2009-2010)
- Out Of My Depth (2009)
- The Door (2010)
- Amanda Holden's fantasy lives (2010) - als zichzelf
- The nation's favourite bee gees song (2011) - als zichzelf
- Superstar (2012) - als presentatrice
- Dispatches: exposing hospital heartache (2014) - als presentatrice
- Celebirty deal or no deal (2014) - als zichzelf
- Lorraine (2014, 2016) - als zichzelf
- This morning (2014-2015, 2017) - als zichzelf
- Give a pet a home (2015) - als presentatrice
- Text santa (2016) - als zichzelf
- I've got something to tell you (2016) - als presentatrice
- The worst witch (2017-2018) - als Miss Pentangle
- Blockbusters (2019) - als zichzelf
- Plebs (2019) - als Rufina
- The celebrity apprentice (2019) - als zichzelf
- Britain's got talent: the champions (2019) - als jurylid